# 松原正隆
松原 正隆（まつばら まさたか、1968年7月12日 - ）は、福岡県出身の俳優。身長178cm、体重73kg。アルファセレクション、劇団tsumazuki no ishi所属。趣味はギター、ボクシング。

## 出演

### テレビドラマ

#### NHK
- 大河ドラマ
  - 新選組!（2004年）
  - 風林火山（2007年） - 望月新六 役
  - 天地人（2009年） - 池上彦五郎 役
  - 龍馬伝（2010年） - 住谷虎之助 役
  - 八重の桜（2013年）
  - 軍師官兵衛（2014年） - 佐久間盛政 役
  - 花燃ゆ（2015年） - 中川宇右衛門 役
  - 青天を衝け（2021年） - 伊之吉 役
- 柳生十兵衛七番勝負（2005年）
- クライマーズ・ハイ（2005年）
- 氷壁（2006年）
- マチベン（2006年）
- 新選組血風録 (テレビドラマ)（2011年） - 阿部十郎 役
- あまちゃん（2013年） - 桂啓介（チーフプロデューサー） 役
- 64（ロクヨン）（2015年） - 鬼頭刑事 役
- ミス・ジコチョー〜天才・天ノ教授の調査ファイル〜（2019年） -　岸義弘 役
- ちむどんどん（2022年） - まもるちゃん 役

#### 日本テレビ
- ハケンの品格（2007年） - 山下正隆 役
- 働くゴン!（2009年） - 松原正 役
- 祈りのカルテ（2022年）
- Dr.チョコレート（2023年） - 三田啓介 役
- クラスメイトの女子、全員好きでした 第2話（2024年7月18日、読売テレビ） - 公民館職員 役[1]

#### TBS
- クロコーチ（2013年） - 園田雅巳 役

#### フジテレビ
- 紅の紋章（2006年）
- 白と黒（2008年）
- 院内警察（2024年） - 野田正 役

#### テレビ朝日
- 相棒 Seasen5（2007年） ‐ 秋川博 役
- 臨場 Season1（2009年） ‐ 町田医師 役
- 侍戦隊シンケンジャー（2009年） - 戸塚先生 役
- アスコーマーチ〜明日香工業高校物語〜（2011年）
- 土曜ワイド劇場
  - 「東京駅お忘れ物預り所5」（2012年） - 簑島早紀の父 役
  - 「人類学者・岬久美子の殺人鑑定3」（2013年）
- ダブルス〜二人の刑事（2013年） - 中川弘 役
- TEAM -警視庁特別犯罪捜査本部-（2014年） - 麻生刑事 役
- にじいろカルテ（2021年）
- 緊急取調室 第4シリーズ（2021年） - 横山刑事 役
- 家政夫のミタゾノ S7 第2話（2025年1月21日、テレビ朝日） - 松島 役[2]

#### テレビ東京
- ウルトラマンZ（2020年） - ナカシマヨウコの父 役
- ハコビヤ（2024年） - 矢中繁生 役
- 法廷のドラゴン 第1話（2025年1月17日、テレビ東京） - 裁判官 役[3]

#### その他
- ひと夏の隣人（2016年） - 山根 役

### 映画
- 濡れ濡れ白衣もっと奥まで
- 多淫OL朝まで抜かないで
- 濡れる美人妻ハメられた女
- 盲獣VS一寸法師 － 新聞記者D 役
- 姉妹OL抱きしめいた
- 人妻出会い系サイト・夫の知らない妻の性癖 － 吉沢孝一 役
- ロストヴァージンやみつき援助交際 － テレクラの男2 役
- 不倫する人妻・眩量 － 芳村 役
- Girlfriend;startos
- 発情家庭教師・先生の愛汁－ 課長 役
- 花井さちこの華麗な生涯
- 絶倫絶女 － 岩田浩一 役
- おじさん天国 － 岩田 役
- K-20 怪人二十面相・伝
- Father 「手を伸ばせば」
- 海賊とよばれた男
- 「華魂　幻影」（2016年）[4] - 中年男 役
- ドクター・デスの遺産（2020年） - 馬籠健一
- ゴジラ-1.0（2023年）

### Vシネマ
- 新任バスガイド汗ばむ秘所めぐり － 島村 役
- ラブホテル初めての体験STORY2
- 主人のいぬ間に…疼く美人妻
- 禁断の果実 姉の吐息

### ゲーム
- PlayStation 2 ゲームソフト「剣豪3」 － 柳生十兵衛 役
- Xbox 360 ゲームソフト「N3 NINETY NINE NIGHTS」 － バッドク/ゴブリン兵長 役

### 舞台
劇団tsumazuki no ishi
- 子供のポルノ
- 風の玉三郎
- タートルヘッズ
- 鼻眼鏡ポータブル
- ガソリンホットコーラ（日本、台湾、マカオ公演）
- 無頼キッチン
- サマンサ3
- 百人芝居真夜中の弥次さん喜多さん
- 寝覚町の旦那のオモチャ － 高遠光男 役
- BLANK  奈賀達人 役
- ゴールデンウィーク － 小林大児 役
- 無防備なスキン
- 猿達
- それでもTVは流れている…

KUDAN PROJECT
- サイゴ

### CM
- 東邦銀行
- コンタック（風邪を引いている武士役 - 2008年〜）